# Dicranomyia crassispina
Dicranomyia crassispina är en tvåvingeart som beskrevs av Alexander 1923. Dicranomyia crassispina ingår i släktet Dicranomyia och familjen småharkrankar. Inga underarter finns listade i Catalogue of Life.